# X Day
『X Day』（エックス・デイ）は、三原順の漫画。原子力発電に伴う環境問題を取り上げた『Die Energie 5.2☆11.8』の続編であり、『Die Energie』では脇役であったダドリーが主役となったスピンオフ作品である。初出は1985年の『LaLa』であるが、掲載されたのは（47ページの予定のところ）31ページの未完成原稿であった。その後、270ページの長編として単行本が刊行された。

## 他作品との関係

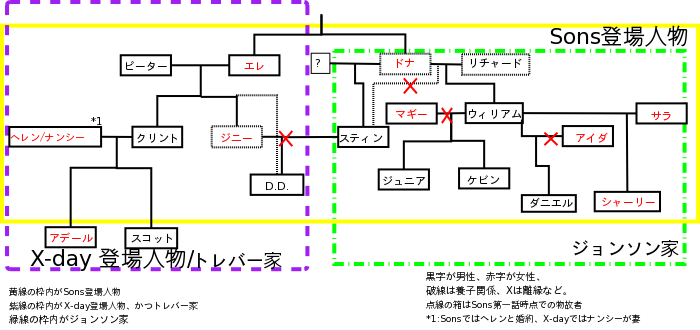
ダドリーを中心とした家系図：ムーン・ライティング・シリーズとX Day

『Die Energie 5.2☆11.8』『踊りたいのに』と同一世界観上の物語であり、時系列上では最後の物語になる。本作主人公の一人である「ダドリ−」は、『ムーン・ライティング』シリーズに登場した「DD」と名前は同じであるが、姓が「Travor」（X Day）と「Traver」（ムーン・ライティング）で異なっている、というのが作者による公式な設定である。ただし、家系図的な設定はかなり重なっている。すなわち、ダドリーはピーターとエレの次男として育てられたが、実際には長男クリントの双子の妹が産んだ私生児であり、2人は祖父母、クリントは伯父に当たる（右図参照）。なお、ダドリーは『Die Energie』『X Day』では「ダドリー」と呼ばれ、「DD」と呼ばれることはない（『踊りたいのに』ではD・Dと呼ばれている）。『踊りたいのに』の主人公レベッカは「レヴィ」として一度だけロザリンのセリフに登場している（ルドルフは『踊りたいのに』の最終ページに一こまだけ登場している）。

## 登場人物

### ダドリーとその知人たち
ダドリー
ダドリー・デヴィット・トレヴァー。人当たりはよく、誰とでも友達になれる。有能なコンピュータ技術者（プログラマ）であり、20代前半から分散型のプロダクト・ポートフォリオ (en:Portfolio) のプログラム作成や、世論調査・統計調査に基づく選挙対策等に従事してきた。しかし、その選挙対策で議員に裏切られて自暴自棄になって事故を起こし、女性（ラズ）に溺れ、ラズが麻薬関係で死亡すると麻薬の売人に薬漬けにされてジャンキー（麻薬中毒者）となった。その状態になっているところをルドルフに監禁され、強制的に中毒から復帰させられる。その後電力会社でコンピュータ技師として働いていたが、農家を営んできた父ピーターが払いきれぬ借金を背負ったことを知り、電力会社を辞めて実家に戻る（『Die Energie』の時間がこの付近）。
ピーターの借金を返済するため、ポートフォリオがその一部として組んでいるO・U鉱山の株を買い、その翌週O・U鉱山に（出所不明な）鉱石を見せて鉱脈の存在を示唆し（この鉱石を持ち込む日が「D Day」：10月25日）、インサイダー取引によってO・U鉱山関係者が自社株を買いあさった後に売り抜けるという詐欺紛いの方法で荒稼ぎを行う。その間、“策に溺れぬように、何か気晴らしを”求めて訪れた兄クリントの家でアデールと再会し、ニュートに出会う。
ルドルフ
ルドルフ・ロッシュ。ダドリーの学生時代からの友人であり、勤務先の電力会社の同僚でもあった。ダドリーの荷物がロストバゲージになったため彼の服を持ってクリントの家を訪れ、ニュートらと出会う。ニュートとのとりとめのない会話から、その内容がモーニングライト作戦（1978年1月24日に生じた原子炉搭載のソ連の人工衛星「コスモス954」墜落による放射性物質探索）のことを示していると洞察する。自宅に戻った後、アデールがダドリーを頼って家出してきたのを知り、隣家のロザリンに預ける。
ロザリン
ロザリン・ブラッシュ。ルドルフの隣人で看護婦。アデールが家出してきた際に預かり、料理などを教える。アデールの弟スコットの事故とダドリーが銃で撃たれたことを知った際には後者をアデールに隠し、アデールに随行してクリントの家に飛行機で向った。
ラズ
ダドリーが自暴自棄になって事故を起こした後に入院した先で出会った看護婦。成り行きで同棲を始めたが、夜勤の連続に耐えるため麻薬に手を染める。ダドリーが“オレの身辺で問題を起こすのが煩わしくて”麻薬を止めるように彼女の家から出て行った後、純度の高すぎる麻薬を打った為ダドリーのアパートの前で雪の中で死亡。
ボブ
ダドリーのO・U鉱山への陰謀の片棒。「念願の自分の店」をもつために加担した。「D Day」に“鉱石をO・U鉱山の所有地で掘り出した男：ロナルド・レーガン”（実際にはダドリー（鉱石を実際に掘り出した場所は作中では伏せられている））の代理としてO・U鉱山に乗り込み、交渉担当として働く。翌週の金曜までの交渉期限に良回答が得られなかったため決裂。その後、株価操作のための陰謀だったと気づいたO・U鉱山関係者に暴力を含んだ脅迫を受けるが、ダドリーの手助けで辛くも逃げおおせる。
メリンダ
ダドリーの昔の知り合い。O・U鉱山への仕掛けの都合上、銀行のシステムに入る必要があったダドリーが銀行の注文室に居た彼女に声をかけコンピュータの手引書を見せてもらった。その後、そのことが彼女の（当時の）付き合っていた相手ディックに知れ、2人の仲を邪推されたため喧嘩。彼女はダドリーを頼りに彼の宿泊していたホテルを訪れ、関係を持ってしまう。そのことを問い質すが、悪びれもせず「殺していいよ」というダドリーに対し、利己的都合（部屋に入るところを目撃された）で断る。その後、ダドリーと同棲状態になり、ワイスの会社の情報を銀行から引き出すなどの協力はするが、自分が一番大事なのは変わらなかった。ルドルフがダドリーを探していることをしり、夜更けに出かけたダドリーを追うが、彼を狙うヒットマンと出会ってしまう。
ミスター・ウォーレン
ダドリーにポートフォリオ、選挙対策などの仕事を回してきた手配師的な仕事を生業をしている。ダドリーに「トロイの木馬」や「落し戸」（バックドアのこと）のようなコンピュータ犯罪（クラッキング）の手法も教える。農場に戻るというダドリーに対して新たな仕事を提案し、契約書を渡す（契約書はロストバゲージのためダドリーの手元から離れた）。彼を追って近くの町まで説得に来るが、失敗。

### トレヴァー家

#### クリント・トレヴァー家と関連人物
クリント
クリント・トレヴァー。戸籍上のダドリーの兄だが、実際には伯父（双子の妹が産んだ子がダドリー）。ダドリーの13歳年上。会社勤務。ダドリーが他人のせいで損な役回りを受けてきたことに苛立ち、息子のスコットがダドリーに似つつあることに不安を感じている。
ナンシー
ナンシー・トレヴァー。クリントの妻。仕事のため不在しがちなクリントにかわり娘・アデールや息子・スコットとの距離のとり方に悩み、セラピストや酒に依存する。キッチン・ドランカー。スコットの事故後、精神のバランスを崩す。
アデール
アデール・トレヴァー。クリント・ナンシー夫妻の長女、スコットの姉。攻撃的なところが父クリントにそっくり。ダドリーに肉親に対するもの以上の好意を抱いている。しかし、ダドリーが自分に向ける好意が肉親に対するものに過ぎないかと怖れ不安に思っている。セラピストのような心理学の専門家による身辺の物事の整理に対して、セラピストがダドリーへの好意を心理学的な説明で整理してしまうのではないかと不信感を抱いている。スコットの深夜徘徊、ニュートの被曝、父親の浮気などに悩み、ダドリーを頼って家出するも彼の不在のためルドルフを訪れる。ロザリンに世話になった後、スコットの事故を知り帰郷。その後一時心を閉ざしかけたが、ダドリーの訪問によって心を開く。
スコット
スコット・トレヴァー。クリント・ナンシー夫妻の長男、アデールの弟。揉め事から逃げたがるところ、他人のための自己犠牲を厭わないところがダドリーにそっくり。母の負担を減らすためという理由で、セラピストによる「時間と労力を最小限に抑えた障害のクリア」を受忍する考え方を示す一方、夜間に無断で外出し、年上のグループと付き合うなどの行動もとる。その夜間外出で敵対グループとけんかになり入院が必要な程度の重傷を負う。本編最終ページにも暗示されていたようにグループとの付き合いは解消されておらず、この問題は物語終焉においても解決されていない。
ニュート
クリントの隣家の親戚の家の子で、隣家が旅行に行く際にクリント家が預かった子。「D Day」（ダドリーの仲間が鉱石をO・U鉱山に持ち込む日）から数えて、自分の誕生日（11月14日）が「X Day」だと発見する（これが本作題名のソース）。「コスモス954」墜落による破片を釣りで拾ったらしく、飼い犬ジェイクを含んだ家族全員が被曝。彼以外の家族は重症、彼のみが親戚の家（クリント家の隣家）に預けられるも間もなく発症。症状が進む中、彼の誕生日（と彼が思い込んだ）日にジェイク（実際にはジェイクの兄弟犬）に雪の中出会う。後、逝去。本作ラストは彼の葬儀後の描写になる。

#### 実家・トレヴァー家
ピーター
ピーター・トレヴァー。クリントの父、ダドリーの祖父かつ養父。都会から離れた土地で野菜作りを営んできた。メキシコ人不法移民の季節労働者を雇ったこともあり、手配師がピンはねすると分かっていても手配師とうまく付き合うために手配師に一括して賃金を支払うなど、完全な善人ではないが「自分のやってきたことの始末は自分でつける」という自己のレーゾンデートル（『X Day』風に言えば「強迫観念」）のためにダドリーが荒稼ぎした金の受け取りを拒否し、破産手続きを進めた。
エレ
エレ・トレヴァー。ピーターの妻、クリントの母、ダドリーの祖母かつ養母。かぼちゃ料理が得意。ダドリーが出生の秘密を未だ知らないと信じ、自分たちの死後のクリントとの仲を案じる。

### ダドリーを狙う者たち
O・U鉱山関係者
ボブが交渉代理であったためダドリーの顔は知られていなかったが、ボブの部屋を訪れた関係者が暴力で「鉱石を掘り出した者」の名を聞きだそうとしていたときに警察を呼ぼうかと顔を出したり、ボブが列車に乗って町を離れる際、ボブを追ってきた関係者を転ばして足止めをするなどして顔を知られてしまった。
ディック
メリンダの（元）交際相手。メリンダが別れた後ダドリーと「付き合っているようだ」との噂を耳にし、『金はなくとも血はあるだろう？』という脅迫電話をダドリーに突きつける。
ワイス
ダドリーが勤めていた電力会社の（元）幹部社員。ダドリーが能率分析の報告書を書く際に古い書類を調べ上げたことで自分の不正がばれたことを知る。その後、ダドリーが大金を必要としていることをボブ経由で聞き、その証拠（マイクロフィルム：ロストバゲージのためダドリーの手元にあらず）を買い取ることを提案し、拒否されると拳銃で脅す。もみ合いになり拳銃はダドリーの手に落ちる。ダドリーはメリンダの協力のもと彼の不正を調べ上げ、一部の書類をルドルフに渡す。ワイスの家に配達員を装って彼の拳銃を届けると、ワイスは激昂し夜中に車で飛び出し行方不明となる。その後事故死体で発見。
ヒットマン
楽器ケース状のかばんに自動小銃と懐に拳銃を持ち歩き、ダドリーを尾行していた寡黙な殺し屋。快楽殺人者らしく、道で出会った人々を無差別に殺して歩く。最後に射殺されたため、誰にダドリーの殺害を依頼されたか、あるいは依頼そのものの存否も物語中では明らかにはされなかった。

## 書誌情報
- 『X Day』1990年8月初版、ISBN 4-592-13051-0
- 『X Day』（文庫版）1999年3月17日初版、ISBN 4-592-88380-2
  - 「今は静かな」とともに収録
  - 解説 岡野美代子（雑誌編集者）「手の込んだ寄木細工のような…」（付録）